# Porotrichodendron longipes
Porotrichodendron longipes là một loài Rêu trong họ Lembophyllaceae. Loài này được (R.S. Williams) W.R. Buck miêu tả khoa học đầu tiên năm 1981.